# Cataclysme murina
Cataclysme murina är en fjärilsart som beskrevs av Louis Beethoven Prout 1916. Cataclysme murina ingår i släktet Cataclysme och familjen mätare. Inga underarter finns listade i Catalogue of Life.